# Mrs. Fletcher
Mrs. Fletcher es una miniserie estadounidense de comedia basada en la novela homónima de Tom Perrotta, que también es el creador de la serie, que se estrenó el 27 de octubre de 2019 en HBO.
El actor Cameron Boyce, que tristemente falleció el 6 de julio de 2019, hará una aparición póstuma en la miniserie, en el papel como Zack.

## Sinopsis
Eve Fletcher es una mujer divorciada que deja a su único hijo en la universidad y regresa a su hogar. Con la esperanza de poner en marcha su vida amorosa, adopta una nueva y sexy personalidad, y descubre que su mundo está lleno de posibilidades eróticas inesperadas, y en ocasiones complicadas.

## Reparto

### Principales
- Kathryn Hahn como Eve Fletcher
- Jackson White como Brendan Fletcher
- Owen Teague como Julian
- Cameron Boyce como Zack
- Domenick Lombardozzi como George

### Recurrentes
- Casey Wilson como Jane
- Jen Richards como Margo
- Katie Kershaw como Amanda Olney
- Jasmine Cephas Jones como Chloe

## Episodios
| N.º | Título             | Dirigido por        | Escrito por   | Fecha de emisión original | Audiencia (millones) |
| --- | ------------------ | ------------------- | ------------- | ------------------------- | -------------------- |
| 1   | «Empty Best»       | Nicole Holofcener   | Tom Perrotta  | 27 de octubre de 2019     | 0.312                |
| 2   | «Free Sample»      | Liesl Tommy         | Dana Fish     | 3 de noviembre de 2019    | 0.270                |
| 3   | «Care Package»     | Liesl Tommy         | Jeremy Beiler | 10 de noviembre de 2019   | 0.256                |
| 4   | «Parents' Weekend» | Carrie Brownstein   | Eric Ledgin   | 17 de noviembre de 2019   | 0.275                |
| 5   | «Invisible Fence»  | Carrie Brownstein   | Elle McLeland | 24 de noviembre de 2019   | 0.190                |
| 6   | «Solar Glow»       | Gillian Robespierre | Kate Thulin   | 3 de diciembre de 2019    | 0.259                |
| 7   | «Welcome Back»     | Gillian Robespierre | Tom Perrotta  | 10 de diciembre de 2019   | 0.233                |

## Producción

### Desarrollo
El 3 de abril de 2018, se anunció que HBO ordenó la producción del episodio piloto de Mrs. Fletcher basada en la novela homónima de Tom Perrotta. Perrotta escribirá el guion y se desempeñará como productor ejecutivo junto a Nicole Holofcener, Jessi Klein y Sarah Condon, con Holofcener dirigiendo el piloto. El 21 de agosto de 2018, se anunció que fue recogida para ser una serie de televisión. El 16 de agosto de 2019, se anunció que se estrenaría 27 de octubre de 2019 y que Helen Estabrook se había unido como productora ejecutiva.

### Casting
En abril de 2018, se anunció que Kathryn Hahn, Casey Wilson, Owen Teague, Jackson White y Jen Richards fueron elegidos en roles principales. En enero de 2019, se anunció que Cameron Boyce y Jasmine Cephas Jones fueron elegidos en roles recurrentes. El 1 de febrero de 2019, se anunció que Domenick Lombardozzi fue elegido en un rol principal.

### Rodaje
La fotografía principal se llevó a cabo en Nueva York.

## Recepción
En Rotten Tomatoes, la serie tiene un índice de aprobación del 81% basada en 26 reseñas, con una calificación promedio de 7.23/10. El consenso crítico del sitio web dice, «Mrs. Fletcher es un empático y conmovedor—si a veces incompleto—estudio de personajes que demuestra el escaparate perfecto para la luminosa Kathryn Hahn». En Metacritic, tiene un puntaje promedio ponderado de 72 de 100, basado en 16 reseñas, lo que indica «críticas generalmente favorables».